# آشوت مانوکیان
آشوت لوونی مانوکیان (Աշոտ Լևոնի Մանուկյան؛ زادهٔ ۸ آوریل ۱۹۶۸) یک سیاستمدار اهل ارمنستان است که از تاریخ ۲۵ مه ۲۰۱۷ تا تاریخ ۱۴ مه ۲۰۱۸ در دولت کارن کاراپتیان سمت وزیر انرژی و منابع طبیعی ارمنستان را برعهده داشت.

## زندگی‌نامه
در ۸ آوریل ۱۹۶۸ به دنیا آمد و از دانشگاه پلی‌تکنیک ارمنستان فارغ‌التحصیل شد. 